# Église Saint-Benoît de Strasbourg
L'église Saint-Benoît est une église catholique située place André Maurois, maille Irène, dans le quartier de Hautepierre à Strasbourg.